# Liste der Baudenkmale in Affinghausen
In der Liste der Baudenkmale in Affinghausen sind alle Baudenkmale der niedersächsischen Gemeinde Affinghausen aufgelistet. Die Quelle der  Baudenkmale ist der Denkmalatlas Niedersachsen. Der Stand der Liste ist der 15. März 2021.

## Allgemein
In den Spalten befinden sich folgende Informationen:
- Lage: die Adresse des Baudenkmales und die geographischen Koordinaten. Kartenansicht, um Koordinaten zu setzen. In der Kartenansicht sind Baudenkmale ohne Koordinaten mit einem roten Marker dargestellt und können in der Karte gesetzt werden. Baudenkmale ohne Bild sind mit einem blauen Marker gekennzeichnet, Baudenkmale mit Bild mit einem grünen Marker.
- Bezeichnung: Bezeichnung des Baudenkmales
- Beschreibung: die Beschreibung des Baudenkmales. Unter § 3 Abs. 2 NDSchG werden Einzeldenkmale und unter § 3 Abs. 3 NDSchG Gruppen baulicher Anlagen und deren Bestandteile ausgewiesen.
- ID: die Objekt-ID des Baudenkmales
- Bild: ein Bild des Baudenkmales, ggf. zusätzlich mit einem Link zu weiteren Fotos des Baudenkmals im Medienarchiv Wikimedia Commons. Wenn man auf das Kamerasymbol klickt, können Fotos zu Baudenkmalen aus dieser Liste hochgeladen werden:

## Affinghausen

### Einzelbaudenkmale
| Lage                                           | Bezeichnung | Beschreibung                                                                                            | ID       | Bild |
| ---------------------------------------------- | ----------- | --- | -------- | ---- |
| Eitzer Straße 31 52° 48′ 6″ N, 8° 52′ 44″ O    | Scheune     | Die Fachwerkscheune steht unter einem reetgedeckten Dach.                                               | 34424455 |      |
| Oberdorfstraße 23 52° 47′ 31″ N, 8° 53′ 10″ O  | Speicher    | Der Gutsspeicher Altenhof steht unter einem Satteldach.                                                 | 34424358 |      |
| Oberdorfstraße 33 52° 47′ 25″ N, 8° 52′ 35″ O  | Scheune     | Die Scheune wurde als Gefügebau unter einem Satteldach errichtet.                                       | 34424387 |      |
| Oberdorfstraße 53a 52° 47′ 25″ N, 8° 52′ 33″ O | Mühle       | Das zweigeschossige Fachwerkgebäude steht unter einem Satteldach.                                       | 34424414 |      |
| Zum Hagen 26 52° 47′ 57″ N, 8° 52′ 52″ O       | Speicher    | Der anderthalbgeschossige Fachwerkspeicher steht unter einem Satteldach. Die Giebel kragen jeweils vor. | 34424435 |      |